# Neonauclea solomonensis
Neonauclea solomonensis är en måreväxtart som beskrevs av Colin Ernest Ridsdale. Neonauclea solomonensis ingår i släktet Neonauclea och familjen måreväxter. Inga underarter finns listade i Catalogue of Life.